# Fissler (Unternehmen)

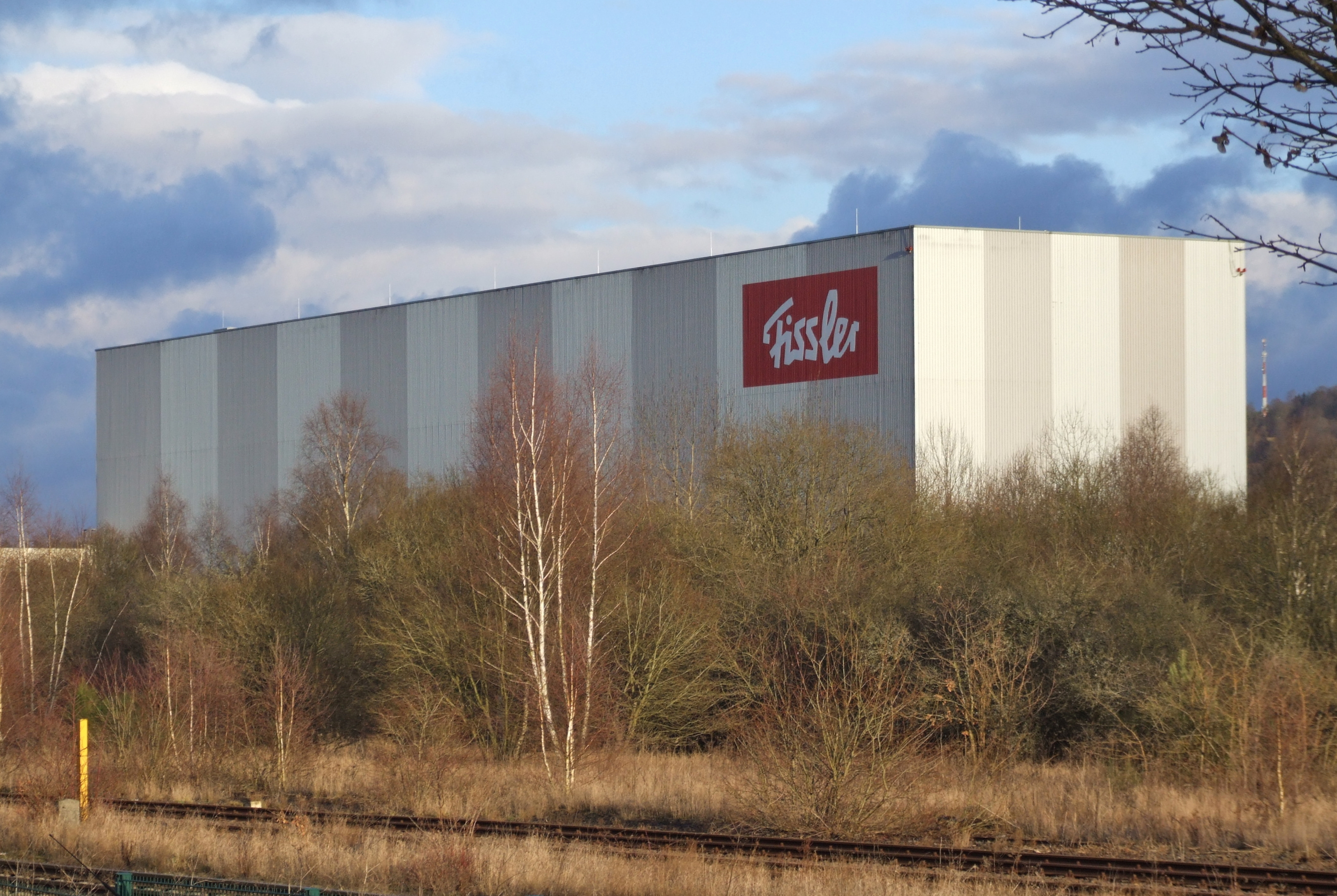
Fissler-Hochregallager in Hoppstädten-Weiersbach

Die Fissler GmbH mit Sitz in Idar-Oberstein ist ein deutscher Kochgeschirr-Hersteller. Fissler wurde international bekannt durch die Produktion des Schnellkochtopfes mit patentiertem, mehrstufigem Kochventil ab 1953.

## Unternehmen
Die Fissler GmbH ist eine 100%ige Tochter der ebenfalls in Idar-Oberstein ansässigen Vesta Beteiligungs GmbH, in der die Familie Fissler ihre unternehmerischen Aktivitäten gebündelt hat. Hierzu gehört neben der Fissler GmbH und den diversen ausländischen Vertriebsgesellschaften auch die im Direktvertrieb von Kochgeschirr aktive AMC-Gruppe mit Hauptsitz in der Schweiz und diversen Auslandstöchtern. Die gesamte Vesta-Gruppe erzielte 2018 einen Umsatz von 390,7 Mio. EUR und beschäftigte 2.432 Personen.
Die Gesellschaftsanteile an Fissler befinden sich in Familienbesitz. Aufsichtsratsvorsitzende ist Friederike Fissler-Pechtl, die auch Geschäftsführerin der Vesta in Idar-Oberstein sowie Verwaltungsrats-Präsidentin der in der Schweiz ansässigen AMC International Alfa Metalcraft Corporation AG ist. Sie übernahm die beiden Ämter von ihrem Vater Harald Fissler, dem ehemaligen Geschäftsführer und Aufsichtsratsvorsitzenden der Fissler-Gruppe sowie Urenkel des Unternehmensgründers.

## Geschichte

Carl Philipp Fissler, um 1845

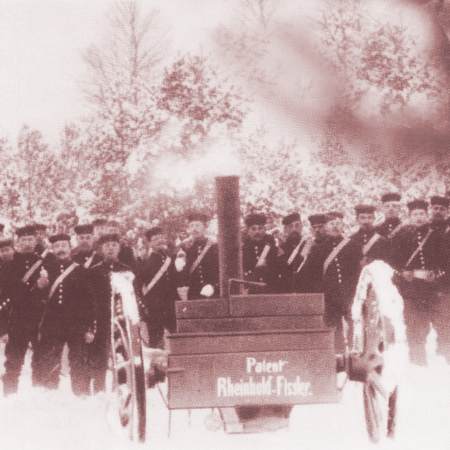
Gulasch-Kanone (1892)

Im Jahr 1845 gründete Carl Philipp Fissler das Unternehmen in Idar-Oberstein als Installationsgeschäft. 1892 schrieb das Unternehmen deutsche Kulturgeschichte mit der Erfindung einer fahrbaren Feldküche, der so genannten „Gulaschkanone“. Bereits drei Jahre später, ab 1895, konnte anstelle von Eintopf-Gerichten in einem Kessel eine verbesserte Version der „Gulaschkanone“ mit mehreren Kesseln auch vollständige Menüs zubereiten. Da jedoch während des Ersten Weltkrieges der Patentschutz im In- und Ausland nicht mehr beachtet wurde, hatten viele Plagiate dafür gesorgt, dass Fisslers Patent kein wirtschaftlicher Erfolg wurde.
Bereits im Jahr 1900 nutzte Fissler Aluminium als Ausgangsmaterial in der Fertigung von Haus- und Küchengeräten. Die Produktion von Spezialgeschirren für Großküchen-Elektroherde begann 1928. Deutsche Passagierschiffe wie die Europa und die Bremen wurden 1930 mit einem neuen Spezial-Großküchengeschirr ausgestattet. Auch die Küchen des Olympischen Dorfes in Berlin erhielten 1936 Kochgeschirre des Herstellers.
Unter dem Namen „vitavit“ entwickelte Fissler 1953 den ersten Schnellkochtopf mit patentiertem, mehrstufigem Kochventil. Als erster deutscher Hersteller fertigt Fissler seit 1956 Pfannen mit PTFE-Beschichtung (umgangssprachlich „Teflonpfannen“ genannt). Die Kunststoffbeschichtung verhindert ein Anbacken des Bratgutes und erleichtert die Reinigung. Eine erste Schnellbratpfanne folgte 1969.
Seit 1999 verkauft Fissler verstärkt auf dem Weltmarkt. Anfang 2014 gingen mehr als 70 Prozent der verkauften Produkte ins Ausland. Hauptauslandsmärkte waren Anfang 2014 Südkorea und China. Fissler-Produkte sind in Korea und China Statussymbole. Das Preisniveau ist in Asien höher als in Deutschland.
Ein „Meilenstein in der neueren Firmengeschichte“ war im Sommer 2013 die Inbetriebnahme einer 7 Millionen Euro teuren neuen Pressenstraße für Edelstahlkochgeschirr im Werk Neubrücke, die 350 bis 450 Metallplatten („Ronden“) pro Stunde in Topfform tiefziehen kann. Dabei wird jeweils ein Druck von 520 Tonnen auf einen Metallrohling ausgeübt.
Für die Produktgestaltung hat das Unternehmen bereits viele Design-Preise erhalten, darunter auch für die Marke Fissler selbst.

## Produktpalette
Zum Produktportfolio der Firma Fissler gehören Töpfe und Topfserien, Pfannen, Schnellkochgeräte, Bräter, Woks, Küchenhelfer, Messer, Wasserkessel und Spezialkochgeschirre.

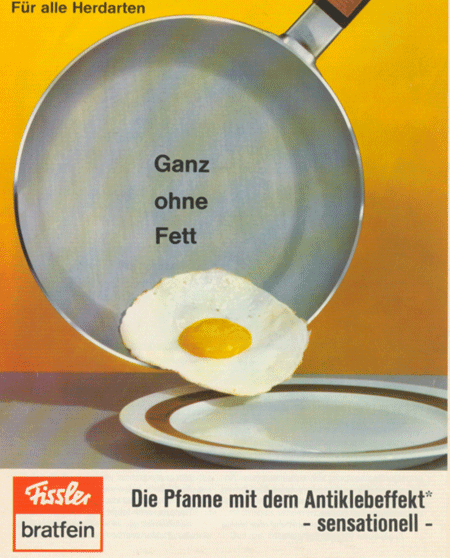
Erste PTFE-beschichtete („Teflon“‑)Pfanne (1956)
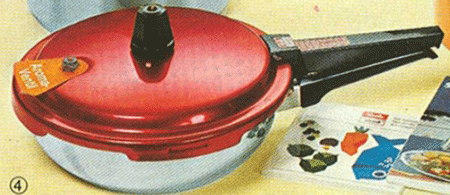
Erste Schnellbratpfanne (1969)
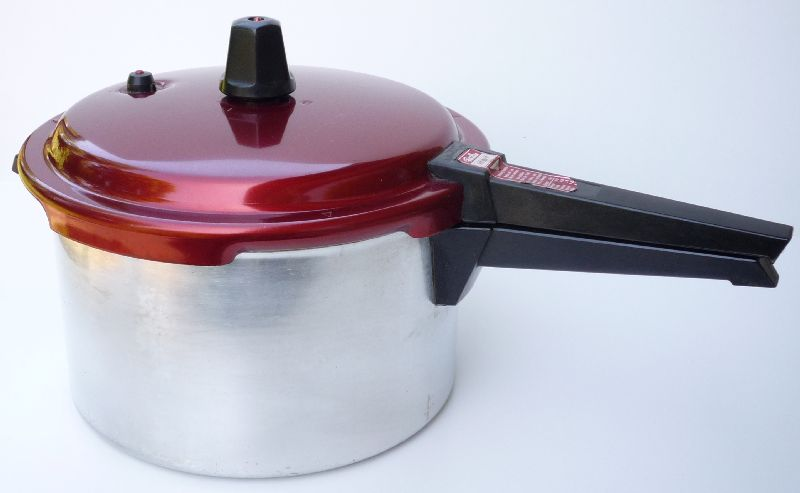
Schnellkochtopf „vitavit“ aus Aluminium, Anfang 1970er Jahre

## Film
- High-Tech auf dem Herd – Die Firma Fissler in Idar-Oberstein. Dokumentarfilm, Deutschland, 2015, 28:50 Min., Buch und Regie: Wolfgang Dürr, Produktion: SWR, Reihe: made in Südwest, Erstsendung: 15. Juli 2015 bei SWR, Inhaltsangabe von ARD, online-Video.